# Pleurogenoides tener
Pleurogenoides tener är en plattmaskart. Pleurogenoides tener ingår i släktet Pleurogenoides och familjen Pleurogenidae. Inga underarter finns listade i Catalogue of Life.